# Push-Over
A Push-Over egy logikai platformjáték, melyet a brit Red Hat Software fejlesztett és az Ocean Software adott ki 1992-ben Amiga, Atari ST, MS-DOS és SNES platformokra. A játékot a brit snack-gyártó, a Quavers szponzorálta. A szponzorcég korábbi kabalafigurája, Colin Curly is feltűnik a videójáték intrójában. Ezzel szemben a SNES változatból teljesen hiányzik a szponzorra, illetve kabalafigurájára való utalás.

## Alaptörténet
Colin Curly elveszíti kedvenc rágcsálnivalóit egy hatalmas hangyabolyban. A játékos G.I. Antot, az óriáshangya katonát irányítja, akinek az a feladata, hogy visszaszerezze a rágcsálnivalókat a barátjának logikai dominó feladványok megoldása révén. A SNES változatban Capitain Rat pénzeszsákjait kell visszaszerezni.

## Játékmenet
| Szerző                   | Értékelés      |
| ------------------------ | -------------- |
| Aktueller Software Markt | 75% (DOS)      |
| Video Games (DE)         | 83% (SNES)     |
| The One Amiga            | 83% (Amiga)    |
| Play Time                | 76% (SNES)     |
| Retro Archives           | 85% (Atari ST) |
| Dragon                   | [ 2 ]          |

| Szerző      | Díj                                          |
| ----------- | -------------------------------------------- |
| Amiga Joker | #3 Best Strategical Game of 1992             |
| PC Games    | #3 Best Strategical Game in 1992             |
| ST Format   | #15 in '50 finest Atari ST games of all time |

A Push-Over 100 egyre nehezedő pályát tartalmaz kilenc különféle világban. A hangyaboly járataiban dominók találhatók és kapukon keresztül lehet továbbjutni. A kijáratot jelentő kapu kinyílásához először meg kell oldanunk a feladványt, le kell döntenünk az összes dominót. Különböző dominók találhatók a bolyban, melyek közül a sárgák egyszerű dominók, a piros sávosak pedig valamilyen speciális tulajdonsággal bírnak (pl. felrobbannak, gurulnak, eltűnnek, stb.). A teljesen piros dominók megállítják a dőlési folyamatot, ugyanakkor áthelyezhetők. Az egyes platformok között létrákon lehet közlekedni, illetve alacsonyabb magasságból le is lehet esni, ugyanakkor nagyobb esésnek látványos elhalálozás a velejárója. A pályákat időre kell teljesíteni, úgyhogy a játék gyors gondolkodást és célirányos mozdulatokat igényel.

## Fogadtatás
Az amerikai Dragon magazin 1993-ban 5-ből 5 csillagot adott a játéknak a következő megjegyzéssel: "A zene és az animációk mesések, az intró aranyos és színes, a játékmenet gyors és pörgős."

## Fordítás
- Ez a szócikk részben vagy egészben  a   Push-Over (video game) című angol Wikipédia-szócikk fordításán alapul.  Az eredeti cikk szerkesztőit annak laptörténete sorolja fel. Ez a jelzés csupán a megfogalmazás eredetét és a szerzői jogokat jelzi, nem szolgál a cikkben szereplő információk forrásmegjelöléseként.